# Jozef De Coene
Joseph François De Coene (Kortrijk, 17 september 1875 – aldaar, 15 oktober 1950) was een Kortrijkse ondernemer die een belangrijke bijdrage leverde aan de kunstnijverheid.

## Leven
Hij was de oudste zoon van behanger-stoffeerder Adolphe De Coene en de Gentse schilderes Coralie Tavernier. Thuis werd er Frans gesproken. Toen hij dertien jaar was overleed zijn vader. Jozef moest zijn studies afbreken om zijn moeder te helpen het atelier voort te zetten. 

### Opleiding en zakelijk succes
In 1893 stuurde ze hem naar Brussel om er in de leer te gaan bij de firma Snyers-Rank en Cie. In de hoofdstad volgde Jozef avondles in de Academie, waar hij bevriend raakte met architect Jean-Baptiste Dewin. Hij kwam er in contact met de ideeën van Henry Van de Velde, John Ruskin en William Morris.
Terug in Kortrijk nam hij de ouderlijke zaak in handen. Hij bracht ze over naar de Leiestraat en breidde ze uit met een meubelwinkel. In 1905 vervoegden zijn broer Adolf en zijn schoonbroers Arthur Deleu en Marcel Brunein de zaak, die de vorm kreeg van een vennootschap: De Coene Frères. Binnen het jaar trokken ze een fabriek op in de Van de Peereboomlaan. Ook zijn Franse vrouw Jeanne Courmont, met wie hij in 1906 gehuwd was, kwam bij de zaak. Samen kregen ze vier dochters: Paulette, Lucienne, Cécile en Charlotte.

### Expansie tijdens het interbellum - Kunstwerkstede
De vernielingen van de Eerste Wereldoorlog leidden na het beëindigen van de vijandelijkheden tot een grote vraag naar meubel- en schrijnwerk. De Coene Frères speelde alert in op deze opportuniteit. In 1920 kon Jozef De Coene het Kasteel ter Walle aankopen. Hij restaureerde het, breidde het uit met een uitspringend zomersalon en een nieuwe zijvleugel voor zijn schildersatelier, en noemde het Ma campagne.
Ondanks het succes reikten de ambities van Jozef De Coene verder. In 1921 ging hij met De Win op studiereis naar de Verenigde Staten. Bij zijn terugkeer begon hij met de serieproductie van meubelen in gelamineerd hout en ging hij deelnemen aan internationale tentoonstellingen: Milaan, Parijs, Roubaix, Brussel. De vernieuwende meubels uit zijn ateliers ontvingen prestigieuze prijzen en medailles. Na enkele jaren kon de firma zich omvormen tot een naamloze vennootschap, de Kortrijkse Kunstwerkstede Gebroeders De Coene. Aan de vooravond van de Tweede Wereldoorlog had ze bijna 3.000 mensen in dienst. Daarmee stond de Kunstwerkstede aan de top van de Europese houtnijverheid. 
De uitbundige De Coene was een uitstekend netwerker. Van 1922 tot 1940 zette hij de deuren van zijn huis open voor zijn wekelijkse "Maandagtafels". Tot de vaste gasten behoorden niet alleen streekvrienden als Stijn Streuvels, Willem Putman en Albert Saverys, maar ook Herman Teirlinck, August Vermeylen, Jef van Hoof en Henry van de Velde. Deze laatste was ook een soort geestelijke vader van de Kunstwerkstede en was regelmatig te vinden in de productieateliers. Daar kreeg De Coene ook internationale ontwerpers over de vloer: Marcel Breuer, Harry Bertoia, Mies van der Rohe, Eero Saarinen. 
Met zijn vrienden maakte hij graag boottochtjes, eerst met zijn sloep 't Haantje en later met De Waterhoen, een omgebouwde mosselschuit. Hij nam onder meer James Ensor, Constant Permeke, Ernest Claes, Cyriel Buysse, Herman Teirlinck, Gerard Walschap mee op binnenvaart. Op initiatief van Teirlinck kregen de jolige kunstbroeders op 1 juni 1931 het gezelschap van koningin Elisabeth voor een tocht over de Leie. Drie jaar eerder had ze met koning Albert al een bezoek gebracht aan de Kunstwerkstede. De bezieler ervan zag zich met een barontitel bedacht. In 1932 kwam er met prins Leopold weer koninklijk bezoek.

### Collaboratie en ondergang
Bij het uitbreken van de Tweede Wereldoorlog raakte de fabriek zwaar beschadigd door de herhaalde Duitse bombardementen op het rangeerstation (vanaf 10 mei 1940). Ze werd heropgebouwd dankzij een krediet van de Nationale Maatschappij voor Krediet aan de Nijverheid. Dit weerhield de Kunstwerkstede er niet van om opdrachten te gaan uitvoeren voor de bezetter. Ze produceerde onder meer barakken, schijnvliegtuigen, noodwoningen, munitiekisten en camoufleernetten. Aan het einde van de oorlog werden de heropgebouwde fabrieken opnieuw verwoest, deze keer door geallieerde bombardementen (1944).
Wegens zijn economische collaboratie werd De Coene na de bevrijding opgepakt en in een Kortrijkse cel opgesloten. Als lid van DeVlag had hij ook deelgenomen aan verschillende tentoonstellingen in Duitsland. De krijgsraad veroordeelde hem aanvankelijk tot levenslang. Na hoger beroep en cassatie kreeg hij uiteindelijk 20 jaar dwangarbeid. Hij zat zijn straf uit in de gevangenis van Sint-Gillis. De Kunstwerkstede werd burgerlijk aansprakelijk verklaard voor de forse schadevergoedingen die haar beheerders aan de Belgische staat moesten betalen. Nog tot 1952 zou ze onder sekwester functioneren.
Omwille van zijn gezondheidstoestand bracht De Coene zijn laatste levensjaren onder bewaking door in het sanatorium Ter Nood (Overijse). In 1950 keerde hij naar Kortrijk terug om er te sterven.

## Mandaten
Jozef De Coene was de drijvende kracht achter de oprichting van de beroepsfederatie voor de houtnijverheid, waarvan hij in 1923 ook voorzitter werd. Het volgende jaar stond hij aan de wieg van de nationale maatschappij voor decoratieve en industriële kunsten en in 1925 werd hij er vicevoorzitter van.
Van 1927 tot 1938 zetelde hij voor de liberalen in de Kortrijkse gemeenteraad.

## Uitgever-drukker
Geïnspireerd door The Kelmscott Press van zijn grote voorbeeld William Morris, richtte De Coene binnen zijn bedrijf een uitgeverij-drukkerij op, De Eikelaar (1926). De artistieke leiding ervan gaf hij aan Stijn Streuvels.
Via dit kanaal gaf De Coene een boek uit waarin hij een tragikomisch wedervaren uit het begin van de Eerste Wereldoorlog beschreef. De tekst was voordien al verschenen onder de titel Eerste ontmoeting in Elsevier's Geïllustreerd Maandschrift (1917), met Stijn Streuvels als auteur. Hij verhaalt hoe De Coene en zijn vrienden nieuwsgierig de oorlogsverrichtingen tegemoet waren getrokken en bij Geluwe hachelijke momenten beleefden tussen de Duitse en Engelse voorposten.

## Schilder
Doorheen zijn leven was Jozef De Coene een gepassioneerd schilder, vooral van landschappen en stillevens. In 1899 richtte hij met Victor Verougstraete de kring Onze kunst om beters wille op, later verkort tot Onze Kunst. Hij onderging de invloed van zijn vriend Albert Saverys en van de Latemse school.
Hoewel later enigszins in de vergetelheid geraakt, was er bij zijn tijdgenoten waardering voor zijn picturale schilderijen. Ze kregen zelfs een overzichtstentoonstelling in het Paleis voor Schone Kunsten (1938).
Enkele van zijn schilderijen, waaronder een zelfportret, zijn te bezichtigen in het Broelmuseum.